# Elie Carafoli
Elie Carafoli (Véria, Vilaiete da Salonica, Império Otomano, 15 de setembro de 1901 – Bucareste, Romênia, 24 de outubro de 1983) foi um engenheiro e projetista de aviões romeno. É considerado pioneiro da área da aerodinâmica.

## Biografia

### Formação
Descendente de macedo-romenos (aromunes). Em 1915 deixou a Grécia e foi para Bitola, e depois para Bucareste, onde estudou na Colégio Nacional Gheorghe Lazăr. Em 1919 ingressou na Universidade Politécnica de Bucareste, graduando-se em engenharia elétrica. Continuou seus estudos na Universidade de Paris, enquanto também trabalhava no Institut Aérotechnique na Saint-Cyr-l'École, França. Obteve um doutorado em 1928, com a tese Contribution to the theory of aerodynamic lift.

### Atividade na Romênia
Em 1928 Carafoli voltou para Bucareste, onde se juntou ao corpo docente da Universidade Politécnica de Bucareste e fundou a cátedra de aerodinâmica; mais tarde, em 1936, foi promovido a professor titular. Lá construiu o primeiro túnel de vento no sudeste da Europa, e elaborou parte da teoria na qual se baseiam os cálculos dos perfis das asas de aeronaves supersônicas.
De 1930 a 1937 Carafoli trabalhou na Industria Aeronautică Română em Brașov. Junto com Lucien Virmoux da Blériot Aéronautique, projetou o IAR CV 11, um caça monoplano de asa baixa e monoposto. Um protótipo foi pilotado em 1931 pelo capitão Romeo Popescu, na tentativa de quebrar o recorde de velocidade no ar, mas o avião caiu e o piloto morreu. Carafoli também projetou as aeronaves IAR 14 e IAR-15 e, mais tarde, em 1937, iniciou o desenvolvimento da lendária aeronave de combate IAR 80, a pedido do Primeiro Ministro Armand Călinescu.

### Reconhecimento
Em 1948 foi eleito membro da Academia Romena. Em 1949 foi diretor do Instituto de Mecânica Aplicada da Academia.
Carafoli foi presidente da International Astronautical Federation de 1968 a 1970. Em 1971 reorganizou, juntamente com Henri Coandă, o Departamento de Engenharia Aeronáutica da Universidade Politécnica de Bucareste, desmembrando-o do Departamento de Engenharia Mecânica.
Carafoli recebeu o Prêmio Louis Breguet (Paris, 1927), a Medalha Carl Friedrich Gauß (1970 e a Medalha Apollo 11 (1971).

## Publicações selecionadas
- Carafoli, Elie (1932). Recherches expérimentales sur les ailes monoplanes (exécutées à l'Institut aérotechnique de Saint-Cyr). Paris: E. Blondel La Rougery. OCLC 6705912
- Carafoli, Elie (1956). High-speed aerodynamics, compressible flow. New York: Pergamon Press. OCLC 1455552
- Nastase, Adriana; Carafoli, Elie; Mateescu, Dan (1969). Wing theory in supersonic flow. New York: Pergamon Press. ISBN 0-08-012330-9